# Jean Villeret
Pour les articles homonymes, voir Villeret.
Jean Villeret, né le 11 décembre 1922 à Mohon (Ardennes) et mort le 20 novembre 2023 à Créteil (Val-de-Marne), est un résistant, déporté dans les camps de concentration de Natzweiler-Struthof et de Dachau.
Doyen des quatre derniers survivants du Struthof à sa disparition, Jean Villeret témoigne jusqu'à sa mort de la Résistance et de la déportation.

## Biographie

### Avant la guerre
Jean Marcel Claude Villeret naît le 11 décembre 1922 à Mohon,. Au début de la Seconde Guerre mondiale, il vit chez ses parents à Maisons-Alfort.
Tourneur-mécanicien aux Tréfileries et laminoirs du Havre, Jean rejoint la zone libre le 5 novembre 1942 pour échapper à la Relève, avec le projet de rejoindre l'Afrique du Nord. À la suite du débarquement des alliés au Maroc et en Algérie le 8 novembre 1942, les nazis arrivent en zone libre.

### Résistance et déportation
Le 6 janvier 1943, Jean Villeret reçoit au domicile de ses parents une convocation des autorités allemandes : Jean doit partir travailler en Allemagne. Il trouve alors un emploi à la Standard française de pétrole et fabrique du charbon près de Sarlat. Il se fait recenser pour bénéficier d’une carte de ravitaillement. Le 16 février 1943, la loi du service du travail obligatoire (STO) permet la réquisition des classes 40 à 42. Jean reçoit une convocation sur son lieu de travail en mai, il ne répond pas. Dénoncé, Jean retourne chez ses parents et parvient à obtenir une fausse carte d’identité au nom de Jean-Jacques Moreau.
Le 31 décembre 1943, Jean entre dans la résistance active au sein des Francs-tireurs et partisans (FTP), au sein du réseau « Est-34 ». Rapidement, à la suite d'une dénonciation, le réseau « Est-34 » est touché par une série d’arrestations. Jean est arrêté le 30 janvier 1944 à Créteil par les Brigades spéciales, avec sa fausse carte d'identité et son pistolet automatique. Remis aux autorités allemandes le 3 février, Jean est interné au centre pénitentiaire de Fresnes.
Tombé sous le coup du décret Nuit et brouillard, Jean Villeret est déporté le 7 juillet 1944 vers le camp de concentration de Natzweiler. Il reçoit le matricule 19410. Le camp est évacué vers le camp de concentration de Dachau en septembre. Jean reçoit le matricule 101923, avant d'être transféré au camp annexe d'Allach. Le 22 janvier 1945, Jean retourne à Dachau, dont il est libéré le 29 avril 1945.

### Transmission de la mémoire
Sur les 61 hommes ayant quitté Paris le 7 juillet 1944, plus de la moitié ne survit pas à la déportation. En 1951, Jean Villeret entre à Gaz de France. Parallèlement, il devient moniteur au Conseil central des œuvres sociales (CCOS) d’EDF-GDF. Il consacre toutes ses vacances à encadrer les jeunes.
Passeur de mémoire, Jean Villeret témoigne dans les établissements scolaires pour que la mémoire de ses camarades, morts dans les camps, ne s'éteigne pas. Il accompagne à de nombreuses reprises et ce, jusqu'en 2023, des élèves au camp de Natzwiller-Struthof.
Avec le journaliste Julien Le Gros, Jean Villeret rédige ses mémoires, Un jour, nos voix se tairont, parues le 25 avril 2023.
Jean Villeret est le fil rouge du dernier film documentaire auquel il participe. Ce documentaire, intitulé La Voix du rêve, est réalisé par Pascal Crépin et produit par l'association Mine de rien en 2020. Il est consacré aux derniers témoignages des résistants déportés « Nacht und Nebel » (NN), rescapés des camps de concentration de Natzweiler-Struthof et de Dachau. Avec ses camarades de déportation, René Baumann, André Maratrat, Henri Mosson, Pierre Rolinet, René Thalmann, tous résistants déportés NN et André Marchiset, résistant, c'est le récit des arrestations de ces jeunes résistants et des souffrances vécues pendant leur déportation.
La Voix du rêve est aussi le titre du chant des déportés NN du KL Natzweiler. Ce chant d'espoir est composé le 19 janvier 1944, dans le block 10 du camp de Natzweiler par un résistant déporté NN, aveugle, Arthur Poitevin , professeur de musique.
En hommage à ses camarades disparus, Jean Villeret se fait un devoir de chanter La Voix du rêve lors des cérémonies de commémorations de la Résistance et de la déportation.
De 2017 à 2023, il est co-président de la FNDIRP.
Jean Villeret meurt le 20 novembre 2023 à Créteil, à l'âge de 100 ans,.

## Décorations
Jean Villeret est titulaire de :
- la Légion d'honneur (commandeur)[18] ;
- des Palmes académiques ;
- de la médaille militaire ;
- de la croix de guerre 39-45 avec palme ;
- de la médaille de la déportation et de l'internement pour faits de Résistance.